# Großes Moor bei Becklingen
Großes Moor bei Becklingen este o arie protejată (sit de importanță comunitară — SCI) din Germania întinsă pe o suprafață de 783 ha, integral pe uscat.

## Localizare
Centrul sitului Großes Moor bei Becklingen este situat la coordonatele 52°52′29″N 9°57′14″E / 52.8747°N 9.9539°E.

## Înființare
Situl Großes Moor bei Becklingen a fost declarat sit de importanță comunitară în februarie 1999 pentru a proteja un număr necunoscut de specii din flora spontană și fauna sălbatică aflate în arealul zonei.

## Biodiversitate
Situată în ecoregiunea atlantică, aria protejată conține 6 habitate naturale: Lacuri și iazuri distrofice naturale, Pajiști uscate europene, Mlaștini oligotrofe degradate, capabile încă de regenerare naturală, Mlaștini turboase de tranziție și turbării mișcătoare, Depresiuni pe substraturi de turbă de Rhynchosporion, Mlaștini împădurite.
La baza desemnării sitului se află un număr nedeclarat de specii protejate.
Pe lângă speciile protejate, pe teritoriul sitului au mai fost identificate 1 specie de plante.